# Pascal Vahirua
Pascal Vahirua (Papeete, 9 de março de 1966) é um ex-futebolista francês.

## Carreira
Descoberto pelo lendário treinador do Auxerre, Guy Roux, em uma viagem à Polinésia Francesa, Vahirua foi levado à academia de jovens do clube em 1982, quando tinha 16 anos. Estreou no time principal em setembro de 1984, contra o Brest.
Deixou o Auxerre em 1995, após 287 partidas disputadas e 53 gols marcados. Contratado em seguida pelo Caen no mesmo ano, defendeu o time da Normandia em 74 jogos até 1998, e a partir daí, sua carreira entrou em declínio. Defendeu também o Atromitos (única equipe não-francesa que defendeu), Tours e Stade Auxerrois, sem sucesso em nenhum dos 3 clubes. Voltou ao Auxerre em 2005 para atuar no time reserva, encerrando a carreira aos 39 anos.

## Seleção francesa
Vahirua, nascido em Papeete (capital da Polinésia Francesa), estreou pela Seleção Francesa de Futebol em 1990, contra o Kuwait, tornando-se o primeiro taitiano a defender Les Bleus. Até 1994, jogou 22 partidas, marcando um gol contra a Bélgica, em 1992. Jogou a Eurocopa de 1992, jogando duas partidas, mas não evitou a eliminação da equipe treinada por Michel Platini ainda na primeira fase.

## Parentesco
Pascal Vahirua é primo de Marama Vahirua, também nascido na Polinésia Francesa, que fez carreira no futebol francês e chegou a jogar na Grécia por uma temporada.